# Bimujang jidae
Bimujang jidae (en coréen 非武裝地帶 ou 비무장지대) est un film coréen réalisé par Park Sang-ho et sorti en 1965. Il reçoit le prix du meilleur documentaire de l'Asia Film Festival en 1965. Considéré comme perdu pendant une quarantaine d'années, il est redécouvert au début du XXIe siècle.

## Histoire
Peu après 1953, deux jeunes orphelins victimes de la guerre partent à la recherche de la mère de l'une d'entre eux, dans le cadre géographique de la zone démilitarisée éponyme.

## Fiche technique
- Titre original : 非武裝地帶 ou 비무장지대, Bimujang jidae
- Réalisation : Park Sang-ho
- Langue originale : coréen
- Genre : misérabilisme
- Durée : 90 min (version sortie en salle, perdue) / 62 min (version rééditée considérée comme perdue, retrouvée et restaurée en 2005)[3]
- Date de sortie : 1965